# Georg Blaurock
Jörg vom Haus Jacob ou George Blaurock (c. 1491 - 6 de setembro de 1529), foi um dos fundadores do anabatismo, juntamente com Conrad Grebel e Félix Manz.